# Planetarium Bad Salzungen

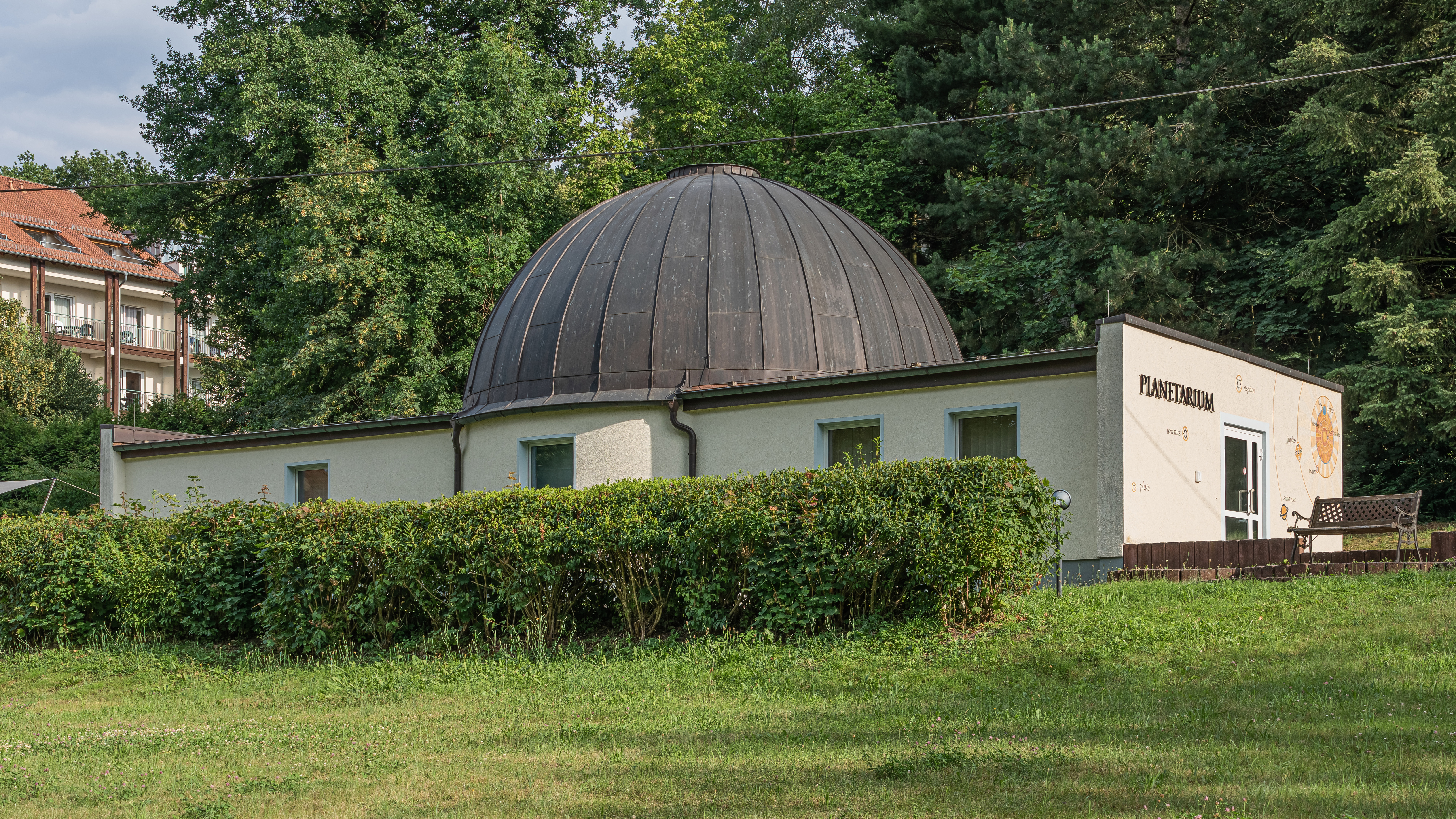
Planetarium Bad Salzungen

Das am 7. Oktober 1984 eröffnete Planetarium Bad Salzungen wurde als Schul- und Volkssternwarte der Kurstadt Bad Salzungen konzipiert und befindet sich auf dem Grundstück Am Burgsee 6 im Rathenaupark am Südrand des Burgsees. Seit 1996 ist die Volkshochschule Wartburgkreis der Betreiber des Planetariums.

## Beschreibung

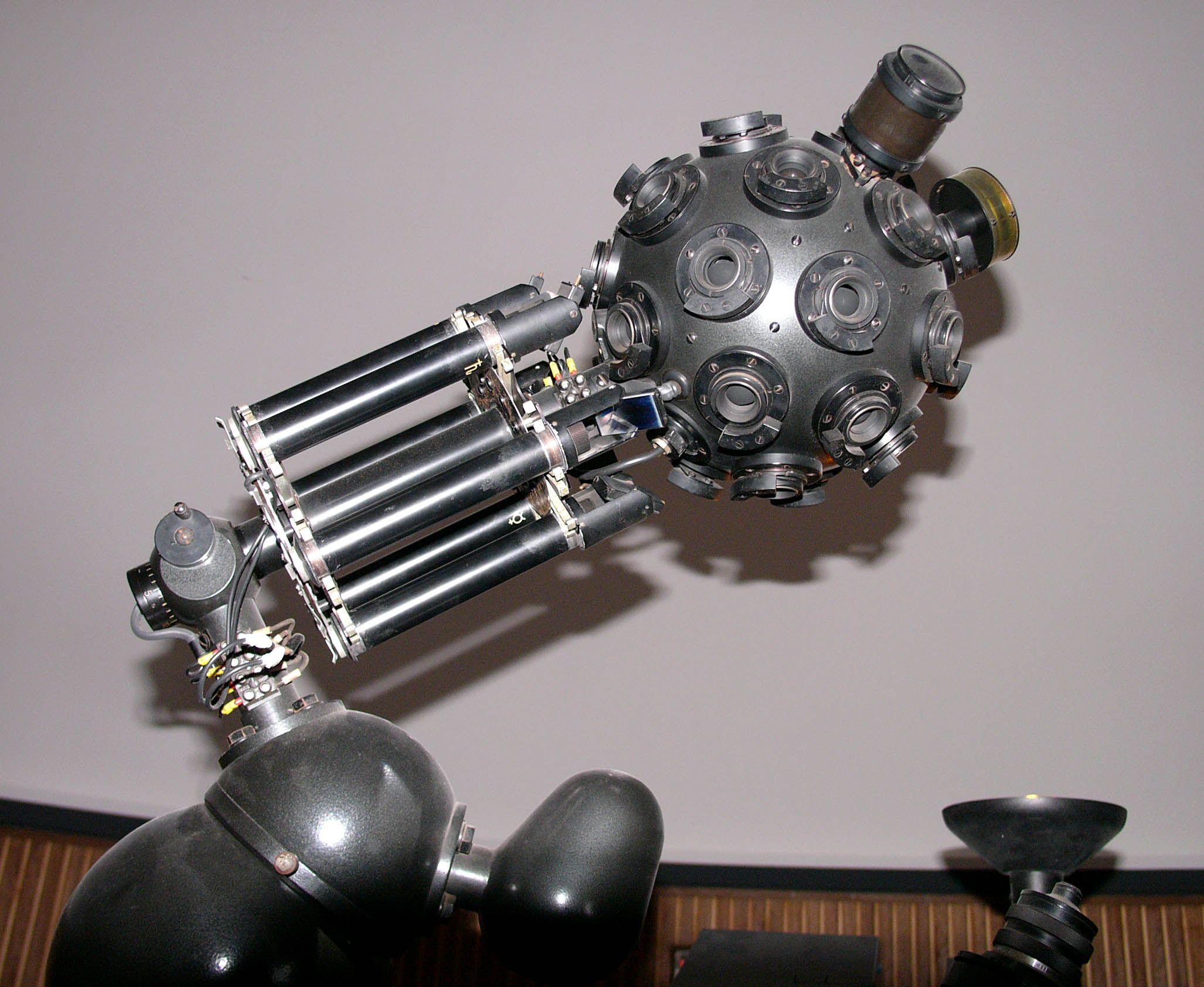
Ein Zeiss ZKP-1

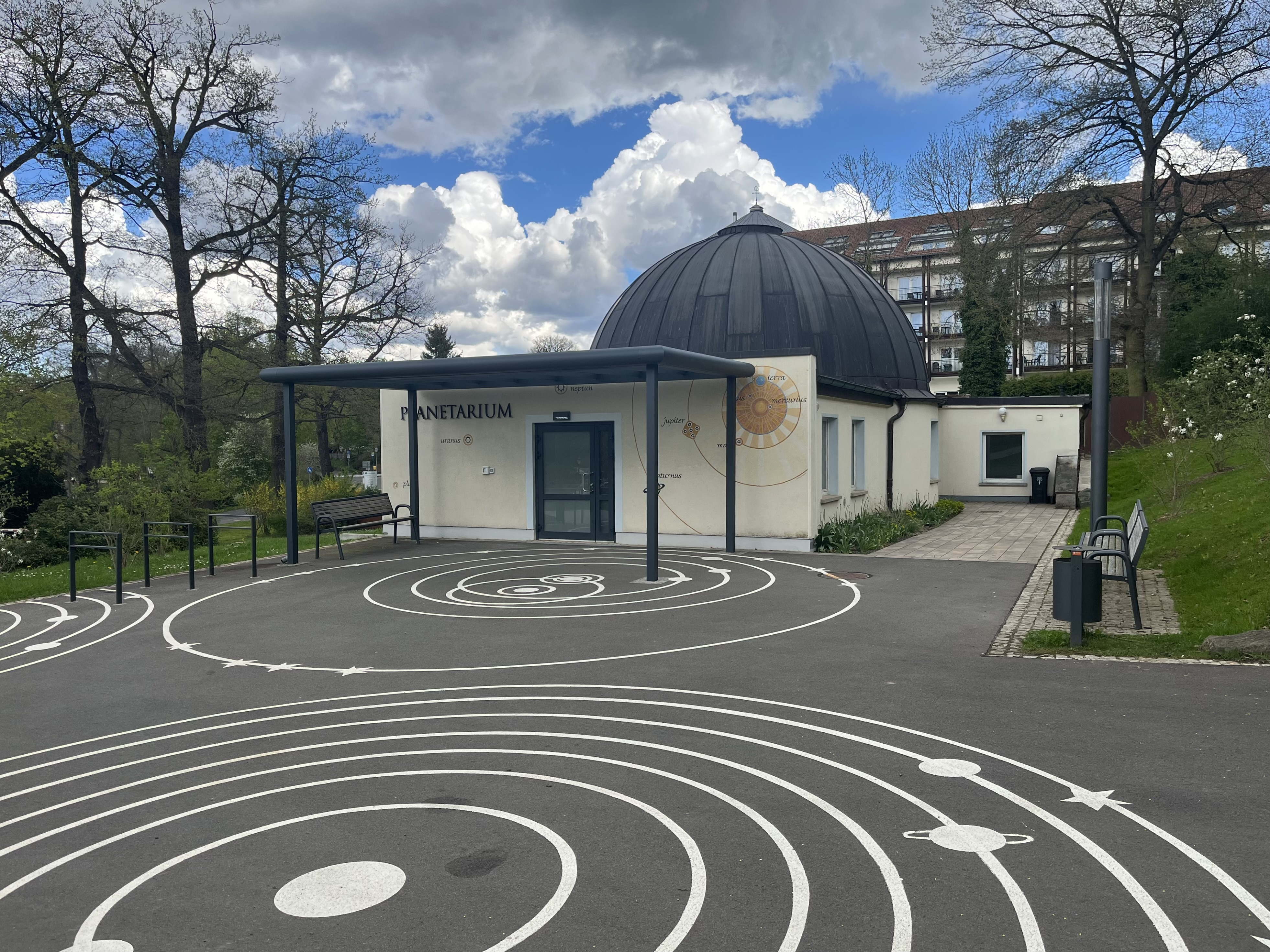
Der neu gestaltete Vorplatz (2025)

Das einstöckige Gebäude wurde als Flachbau mit Kuppel konzipiert, die Fassade zeigt eine künstlerische Darstellung des Sonnensystems. Als Vorlage für das Haus diente das Planetarium der Astronomischen Station Johannes Kepler. Von 1999 bis 2002 wurden das Gebäude und die Außenanlagen grundhaft saniert. Nach der Wiedereröffnung am 10. Mai 2000 wurden die Besucher gezählt, bereits Anfang September 2006 wurde der 15.000. Besucher des Planetariums begrüßt.
Die Projektionsfläche des Kuppelraums hat einen Durchmesser von 8 Metern. Für die Vorführung des Sternenhimmels bietet das Gebäude bis zu 35 Personen Platz. Als Projektor wird ein Zeiss-Kleinplanetarium ZKP-1 verwendet, er wurde 1951 vom VEB Carl Zeiss in Jena gebaut und ist einer der drei ersten Projektoren dieser Baureihe, original derjenige, der auf der Leipziger Herbstmesse 1951 als Ausstellungsstück diente.
Geöffnet ist das Planetarium jeweils freitags von 19 bis 22 Uhr. Sondervorführungen finden im Rahmen der Volkshochschulveranstaltungen für Gruppen und Schulen statt. Im Jahreslauf auftretende astronomische Ereignisse wie eine Sonnen- oder Mondfinsternis werden ebenfalls thematisiert.
Die Projektorkugel eines ZKP-1 beinhaltet 32 Einzelprojektoren mit je einer Kupferfolie. In jede Kupferfolie ist ein Teil des Sternhimmels eingestanzt. So lässt sich der Sternhimmel mit über 5.000 Sternen abbilden.
Im Zuge der Neugestaltung des Rathenauparks 2021–23 wurde auch das Umfeld des Planetariums neu gestaltet und in die Parkanlage mit einbezogen. 2022 wurde ein Fulldome-Digital-Projektor installiert.